# پاول اسرنیچک
پاول اسرنیچک (چکی: Pavel Srníček; ۱۰ مارس ۱۹۶۸ – ۲۹ دسامبر ۲۰۱۵) بازیکن فوتبال اهل جمهوری چک بود.
از باشگاه‌هایی که در آن بازی کرده‌است می‌توان به باشگاه فوتبال وستهام یونایتد، باشگاه فوتبال کوزنتسا کالچو، باشگاه فوتبال نیوکاسل یونایتد، باشگاه فوتبال پورتسموث، باشگاه فوتبال برشا، باشگاه فوتبال بانیک استراوا، باشگاه فوتبال شفیلد ونزدی، و باشگاه فوتبال بیرامار اشاره کرد.
وی همچنین در تیم ملی فوتبال جمهوری چک بازی کرده‌است.